# Куле Џевахир
Куле Џевахир (мкд. Кули Џевахир) је комплекс облакодера у изградњи у граду Скопљу, Булевар Србије. Након завршетка изградње, то ће да буду највише зграде у Скопљу и на подручју Северне Македоније. Изградња је започела 2011, а завршене је 2020. године.
Инвеститор у изградњу облакодера је турска фирма Џевахир Холдинг, односно њена македонска филијала Турк-Мак.